# المچوار – استینیا
ال مچوار- استینیا (به فرانسوی: Al Machouar – Stinia) یک منطقهٔ مسکونی در مراکش است که در مکناس تافیلالت واقع شده‌است.

## خصوصیات
ال مچوار- استینیا ۵٬۳۸۷ نفر جمعیت دارد.